# 反陽子ヘリウム

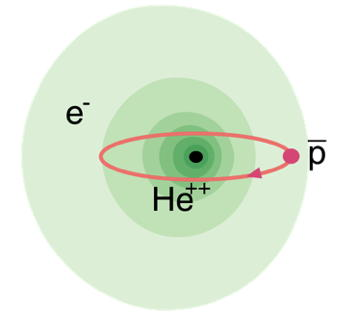
反陽子ヘリウムの模式図

反陽子ヘリウム(Antiprotonic helium)は、反陽子と電子がヘリウム原子核の周りを回転する異種原子である。そのため、一部が物質、一部が反物質となっている。電子と反陽子が各々-1、ヘリウム原子核が+2の電荷を持っているため、電気的には中性である。

## 生成
反陽子と通常のヘリウム気体を単純に混合することで生成する。反陽子は、自発的にヘリウム原子中の2つの電子のうちの1つを除去し、元の電子の位置でヘリウム原子核の周りを回り始める。ヘリウム気体中に導入した反陽子の約3%でこの反応が生じる。大きな主量子数と約38の軌道角運動量を持つ反陽子の軌道は、ヘリウム原子核の表面からかなり遠くにある。そのため、反陽子は、最終的にその表面に落下して対消滅する前に数十マイクロ秒もの間、ヘリウム原子核の周りを回る。

## レーザー分光
反陽子ヘリウムは、欧州原子核研究機構のASACUSAプロジェクトで研究されている。これらの実験では、まずヘリウム気体で反陽子ビームを止めることで反陽子ヘリウムを生成し、次に、強力なレーザービームで照射することで、原子内の反陽子が共鳴して、ある原子軌道から別の原子軌道に励起する。

## 反陽子と電子の質量比の測定
ASACUSAプロジェクトでは、原子の共鳴に必要なレーザー光の固有周波数を測定することで、反陽子の質量を1836.1536734(15)電子質量と決定した。これは、通常の陽子の質量と同じであり、CPT対称性と呼ばれる自然界の基本的な対称性を確認する結果となった。この法則は、電荷、パリティ、時間の向きが全て同時に反転しても、全ての物理法則には変化がないことを主張している。この理論の重要な予測の1つとして、粒子とその反粒子が厳密に同じ質量を持つことが挙げられる。

## 反陽子と陽子の質量と電荷の比較
上記のような反陽子ヘリウムのレーザー分光の結果と、同じ欧州原子核研究機構のATRAP実験やBASE実験で行われた反陽子サイクロトロンでの精密測定結果を比べると、反陽子の質量と電荷は、陽子の値と正確に同じであることが示される。最新の測定では、反陽子の質量と電荷の絶対値は、10億分の0.5の精度で、陽子の値と一致することがわかっている。

## 反陽子ヘリウムイオン
反陽子ヘリウムイオンでは、ヘリウム原子核の周りを反陽子が回っており、電荷は+1である。2005年には、ASACUSAプロジェクトで、寿命が最大100ナノ秒のコールドイオンが作られた。